# متباينة المثلث

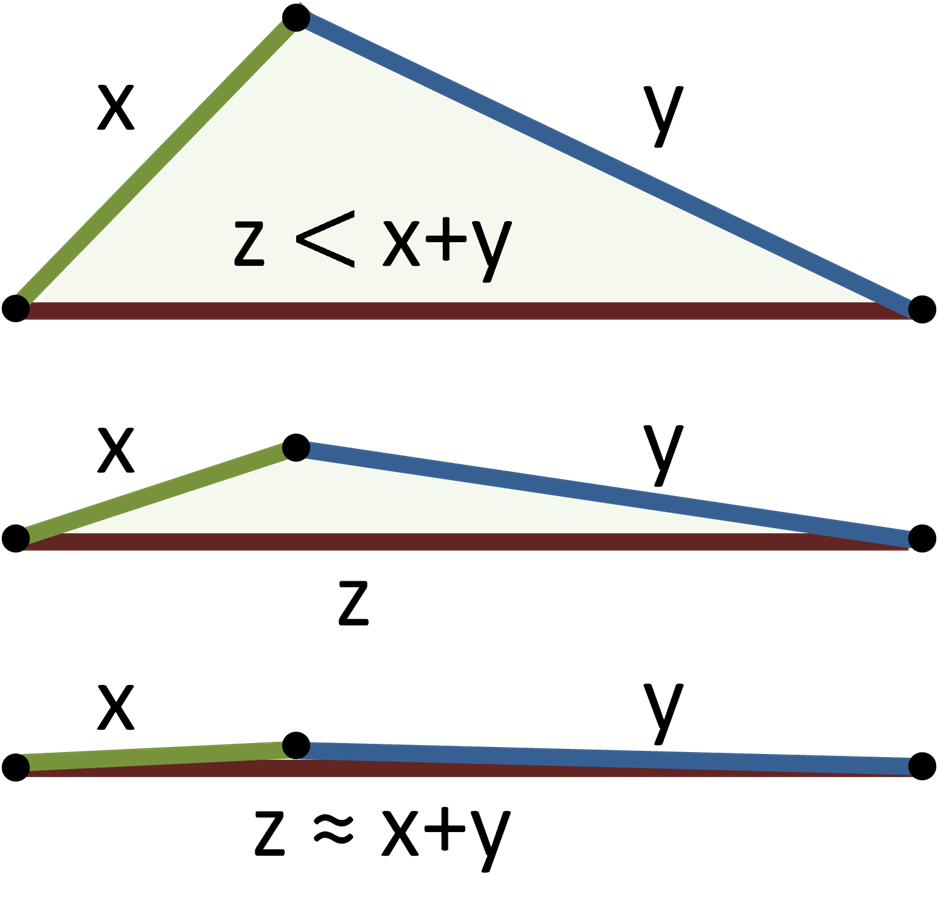
ثلاث أمثلة لمتراجحة المثلث لمثلثات طول أضلاعها هو x و y و z.المثلث الأول يظهر فرقا واضحا بين x+y و z. أما المثلث الثالث، فيبين الحالة حيث z قريب جدا من مجموع الضلعين الأخرين x+y.

متباينة المثلث أو متراجحة المثلث (بالإنجليزية: Triangle inequality)‏ هي المتراجحة التي تنص على أن طول أي ضلع من أضلاع المثلث أصغر حتما من مجموع طول الضلعين الآخرين وأكبر حتماً من الفرق بينهما.

## الهندسة الإقليدية

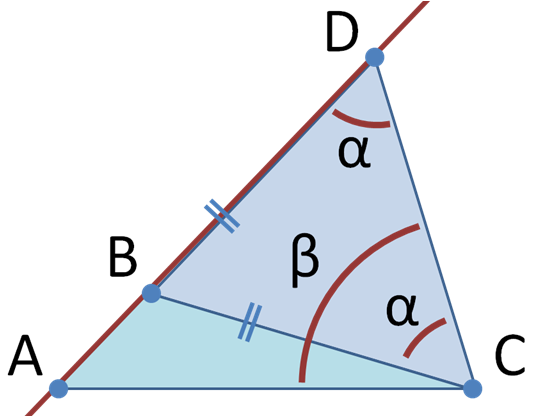
رسم إقليدس لإثبات متباينة المثلث في الهندسة الأقليدية

أثبت أقليدس متباينة المثلث من خلال الهندسة الأقليدية من خلال الرسم. لنفرض أن المثلث dBC متساوي الساقين، حيث الضلع BC يساوي الضلع BD, و AB هو امتداد له.
أثبت أقليدس أن الزاوية β > α, ومنه AD > AC. لكن AD == AB + BD == AB + BC لذلك جمع الضلعين AB + BC > AC. هذا الأثبات ظهر في كتاب الأصول, كتاب1,المقترح 20.